# Triclistus laevigatus
Triclistus laevigatus là một loài tò vò trong họ Ichneumonidae.